# Елиза Шуа Дюсапен
Елиза Шуа Дюсапен (на френски: Elisa Shua Dusapin) е френско-щвейцарска писателка на произведения в жанра социална драма.

## Биография и творчество
Елиза Шуа Дюсапен е родена на 23 октомври 1992 г. в Сарла-ла-Канеда (Дордон), Франция. Майка ѝ е южнокорейка, преводачка и журналистка за немскоговорещо радио, а баща ѝ е французин, медицински работник и акупунктурист. Има три по-малки сестри. Свири на пиано от петгодишна. Израства между Париж, Сеул, Цюрих и Порентрюи, кантона Юра във френскоговореща Швейцария, където семейството ѝ се установява през 1999 г. Тя получава швейцарско гражданство през 2005 г.
След завършване на кантоналната гимназия на Порентрюи със специалност музика, следва в Бернския университет по изкуствата. През 2014 г. получава бакалавърска степен по творческо писане от Швейцарския литературен институт в Бил. През 2016 г. продължава литературното си обучение и получава магистърска степен по съвременен френски език от университета в Лозана. Същата година правителството на Юра я назначава за посланик на кантон Юра.
Първият ѝ роман „Зима в Сокчо“ е издаден през 2016 г. В пансиона в малкото пристанищно градче Сокчо, в северната част на Южна Корея, се срещат младо момиче със смесен корейско-френски произход, което не познава баща си, французин, и никога не е напускало родината си, и френски художник на комикси, дошъл да търси вдъхновение далеч от родната Нормандия. Тя го придружава през заснежените планински върхове и драматични водопади и дори в Северна Корея, привлечена от рисунките му и намира начин самата тя да бъде видяна въпреки различните им култури. Романът получава многобройни литературни награди – както френски, така и швейцарски, включително наградата „Роберт Валзер“, наградата „Алфа“ и наградата „Режин Дефорж“. През 2021 г. романът печели националната награда на САЩ за книга в категорията „преводна литература“, а писателката е първата швейцарска писателка, получила тази награда. Книгата е адаптирана и за театър.
През 2018 г. е издаден вторият ѝ роман „Мраморите на Пачинко“, с който продължава изследването на темите от предишната книга на фона на изселването на корейската общност в Япония през 50-те години на ХХ-ти век, след Корейската война. Младата Клеър, от смесен швейцарско-корейски брак, живее в Япония и се занимава с обучението на 12-годишната Миоко. Тя прекарва месец август със своите баба и дядо, които управляват заведение за пачинко (вид полухазартна игра, средно между флипер и ротативка) в Токио, с цел да ги върне в Корея, за първи път след тяхното изгнание, а едновременно с това връзката ѝ с Миоко се задълбочава. Романът печели Швейцарска награда за литература и наградата Eve на Академията за романистика на Швейцария.
Заедно с дейността си като писател тя работи като асистент режисьор, като актриса и като автор на либрето за музикални приказки.
Елиза Шуа Дюсапен живее в Порентрюи.

## Произведения

### Самостоятелни романи
- Hiver à Sokcho (2016)[1][2][3]
Зима в Сокчо, изд.: „Алтера“, София (2022), прев. Радостин Желев
- Les Billes du Pachinko (2018)
- Vladivostok Circus (2020)

### Разкази и приказки
- C'était une nuit de fièvre (2011)
- M'sieur Boniface (2015) – текст за музикална приказка[3]
- Olive in a bubble (2018) – текст за музикална приказка
- Le Colibri (2022)

## Филмография
- 2016 Blocked
- 2019 Roberta's Living Room